# Caged/Uncaged
Caged/Uncaged (s podtitulem A Rock/Experimental Homage to John Cage) je kompilační album různých umělců, vydané v roce 1993 vydavatelstvím Cramps Records. Jde o poctu americkému hudebnímu skladateli Johnu Cageovi, který v srpnu 1992 zemřel. Přispěli na ni různí hudebníci, mezi které patří David Byrne, Debbie Harry, Arto Lindsay, John Zorn nebo John Cale, který s Cagem počátkem šedesátých let dvacátého století spolupracoval. Album produkoval John Cale a autorem jeho obalu je výtvarník Jasper Johns.

## Seznam skladeb
| Pořadí | Název                                                                                     | Interpret                        | Délka |
| ------ | ----------------------------------------------------------------------------------------- | -------------------------------- | ----- |
| 1.     | Cage and the Long Island Expressway“ / „Enlightened Whistler                              | David Byrne                      | 4:55  |
| 2.     | John Cage Excerpt # 1                                                                     | John Cage                        | 0:17  |
| 3.     | In Just-Spring                                                                            | Debbie Harry                     | 0:55  |
| 4.     | John Cage Excerpt # 2                                                                     | John Cage                        | 0:55  |
| 5.     | Proust                                                                                    | Arto Lindsay                     | 2:42  |
| 6.     | John Cage Excerpt # 3                                                                     | John Cage                        | 0:39  |
| 7.     | John Cage Descending                                                                      | Ars Hell and Mutt                | 0:33  |
| 8.     | John Cage Excerpt # 4                                                                     | John Cage                        | 0:31  |
| 9.     | Verlaine: Part 2 La Bleue                                                                 | John Zorn                        | 5:57  |
| 10.    | John Cage Excerpt # 5                                                                     | John Cage                        | 0:31  |
| 11.    | Right in the Head                                                                         | Chris Stein                      | 0:59  |
| 12.    | John Cage Excerpt # 6                                                                     | John Cage                        | 0:24  |
| 13.    | Dishwasher                                                                                | Amy Denio                        | 4:08  |
| 14.    | John Cage Excerpt # 7                                                                     | John Cage                        | 0:55  |
| 15.    | Cheap Imitation                                                                           | David Weinstein & Shelley Hirsch | 4:00  |
| 16.    | 329 Overtones For John Cage                                                               | Lee Ranaldo                      | 2:59  |
| 17.    | Helmut Newton Told Me“ / „Wish You Were Here“ / „Oh! To Be Invited to the Venice Biennale | Ann Magnuson & John Cale         | 4:56  |
| 18.    | John Cage Excerpt # 8                                                                     | John Cage                        | 0:21  |
| 19.    | Overpopulation and Art                                                                    | Jello Biafra & Eugene Chadbourne | 3:57  |
| 20.    | John Cage Excerpt # 9                                                                     | John Cage                        | 0:14  |
| 21.    | An Excerpts from Metal Machine Music                                                      | Lou Reed                         | 3:32  |
| 22.    | InDET                                                                                     | Elliott Sharp                    | 4:33  |
| 23.    | John Cage Excerpt # 10                                                                    | John Cage                        | 0:38  |
| 24.    | The Wonderful Widow of Eighteen Springs                                                   | Joey Ramone                      | 2:21  |
| 25.    | John Cage Excerpt # 11                                                                    | John Cage                        | 0:22  |